# Ice Station
Ice Station è il secondo romanzo d'azione d'avventura scritto dall'autore australiano Matthew Reilly nel 1999.
Racconta la prima avventura del capitano Shane M. Schofield del corpo dei marine.

## Storia editoriale
Il libro è divenuto immediatamente un best seller ed è stato venduto negli Stati Uniti, Gran Bretagna, Italia, Giappone.
Come tutti gli altri romanzi di Reilly, Ice Station non è stato stampato o tradotto in Francia, perché l'autore rappresenta i suoi militari come spietati assassini.

## Trama
1999, Antartide. Una squadra di ricercatori della stazione di ricerca di Wilkes, scopre in una grotta sottomarina, un velivolo che sembrerebbe di origine aliena. Pochi minuti dopo l'intera squadra viene attaccata e massacrata da un misterioso e animalesco aggressore.
Rimasti isolati, i sopravvissuti nella base mandano un messaggio d'aiuto in tutte le direzioni.
Shane Schofield viene inviato con una squadra di marine sul luogo per trarre in salvo gli scienziati rimasti e difendere il velivolo da attacchi nemici, che non tardano ad arrivare.
Un'unità di parà scelti dell'esercito francese viene inviata nella stazione con l'obiettivo di massacrare Schofield e i suoi e prendere l'aereo alieno. Dopo uno scontro spietato i francesi vengono sterminati.
Mentre Schofield organizza la fuga dalla base viene a scoprire una sconcertante verità: Scott Kaplan, uno dei suoi migliori uomini appartiene all'Intelligence Convergence Group (ICG), un'organizzazione di assassini dentro le forze armate, ma non è solo questo il problema: la Gran Bretagna, imitando l'esempio francese, invia nella base americana cinquanta commando della SAS comandati da Trevor Barnaby, l'uomo che ha insegnato a Schofield tutto ciò che sa.
Dopo un nuovo crudele combattimento, Schofield elimina anche Kaplan e Barnaby.
Schofield scopre anche che il misterioso velivolo nella grotta di ghiaccio è in realtà un progetto Top-secret dell'aviazione americana, un nuovo e potentissimo caccia invisibile.
Dopo un'ultima mirabolante fuga, Schofield atterra sul ponte di una nave amica.
Alla fine del libro, capiamo che l'ICG viene completamente smantellato, ma che Schofield non potrà rivelare nessun particolare sulla presenza di Francia e Gran Bretagna nella stazione di Wilkes.

## Edizioni
- Reilly,Matthew, Ice Station, traduzione di Ombretta Giumelli, Baldini & Castoldi, 2003,  p. 540, ISBN 88-8490-334-3.